# Auguste Denis Fougeroux de Bondaroy
Auguste Denis Fougeroux de Bondaroy (10. října 1732 Paříž - 28. prosince 1789 tamtéž) byl francouzský botanik. Byl synovcem botanika Henri Louise Duhamela du Monceau (1700-1782).

## Dílo
- Art de Tirer des Carrières la Pierre d'Ardoise, de la Fendre et de la Tailler, 1762
- Mémoire sur la formation des os, 1763
- Art du Tonnelier, 1763
- Observations faites sur les côtes de Normandie, 1773 (spolu s Tilletem)